# Ozyptila orientalis
Ozyptila orientalis là một loài nhện trong họ Thomisidae.
Loài này thuộc chi Ozyptila. Ozyptila orientalis được Wladislaus Kulczynski miêu tả năm 1926.